# 506074 Svarog
506074 Svarog è un asteroide near-Earth. Scoperto nel 2015, presenta un'orbita caratterizzata da un semiasse maggiore pari a 1,558206 UA e da un'eccentricità di 0,686940, inclinata di 6,004389° rispetto all'eclittica. Ha un diametro di 0,665 km.